# Jared Kushner
Jared Corey Kushner, ameriški poslovnež in politik, * 10. januar 1981, New Jersey.
Kushner se je rodil v New Jerseyju kot sin nepremičninarja. 
Trenutno je višji svetovalec predsednika ZDA Donalda Trumpa. Poročen je z njegovo hčerko Ivanko Trump.